# Hyalurga peritta
Hyalurga peritta là một loài bướm đêm thuộc phân họ Arctiinae, họ Erebidae.